# Terminus (Mythologie)
Terminus (lateinisch „Grenze, Grenzstein“) ist in der römischen Mythologie der Gott der Grenzsteine.
Grenzsteine markieren die Grenzen benachbarter Grundstücke und garantieren die Einhaltung dieser Grenzen. In der römischen Mythologie waren Grenzsteine die sichtbaren Zeichen von Terminus’ Wirkkraft (seines Numens). Das Setzen und Umsetzen von Grenzsteinen war daher ein kultischer Vorgang, anlässlich dessen dem Gott Kuchen als Opfergaben dargeboten wurden. 
Der Festtag Terminus’ wurde am 23. Februar begangen und als „die Terminalia“ bezeichnet. Im Laufe der Terminalia wurden die Grenzsteine von den Besitzern der anliegenden Grundstücke gemeinsam mit Blumen geschmückt. Eine Geschichte gibt einen Hinweis auf die Bedeutung des Gottes: Am Kapitol in Rom stand ein Standbild von Terminus. Als zu Ehren Jupiters an ebendieser Stelle ein Tempel errichtet werden sollte, wurde in einem Auspizium anhand des Vogelflugs gedeutet, ob die betroffenen Götter mit einer Verlegung ihrer Statuen einverstanden seien. Der Deutung nach war Terminus es nicht. Vermutlich stellte die „Unverrückbarkeit des Terminus“ einen wesentlichen Aspekt der Rechtssicherheit im römischen Gemeinwesen dar.